# Palazzo Dentice
Il Palazzo Dentice è un edificio d'interesse storico e architettonico di Napoli, ubicato in vico Campanile ai Santi Apostoli nel quartiere San Lorenzo.

## Storia
Il palazzo venne eretto nel XVII secolo su una o più costruzioni preesistenti probabilmente su commissione della famiglia Dentice, cosa testimoniata dal fatto che in un inventario del febbraio 1678 risultava tra i beni appartenenti all'appena defunto marchese Francesco Dentice (1625-1677). Nel XVIII secolo subì ulteriori lavori di rinnovamento che fruttarono soprattutto la scala aperta ancora esistente.
Allo stato attuale è un condominio privato in discrete condizioni di conservazione.

## Descrizione
Il palazzo si presenta come una costruzione di tre piani (un ammezzato, un nobile e un superiore). Il nobile presenta finestre dalle cornici mistilinee sormontate da una banda retta e alcuni balconi con tavole in piperno sagomate. Al centro del livello terraneo si innalza il seicentesco portale in piperno dall'arco a tutto sesto interamente avvolto da spesse bugne dalle dimensioni alterne. Di grande valore architettonico è la scala aperta settecentesca che si staglia sulla parete di fondo del cortile a pianta rettangolare e che si situa in asse, anche se un po' inclinata, rispetto all'androne. Essa è a tre rampanti voltati a crociera e presenta a ogni livello un'arcata ribassata centrale affiancata da due arcate a tutto sesto ai lati.